# Scheune Altes Brauhaus

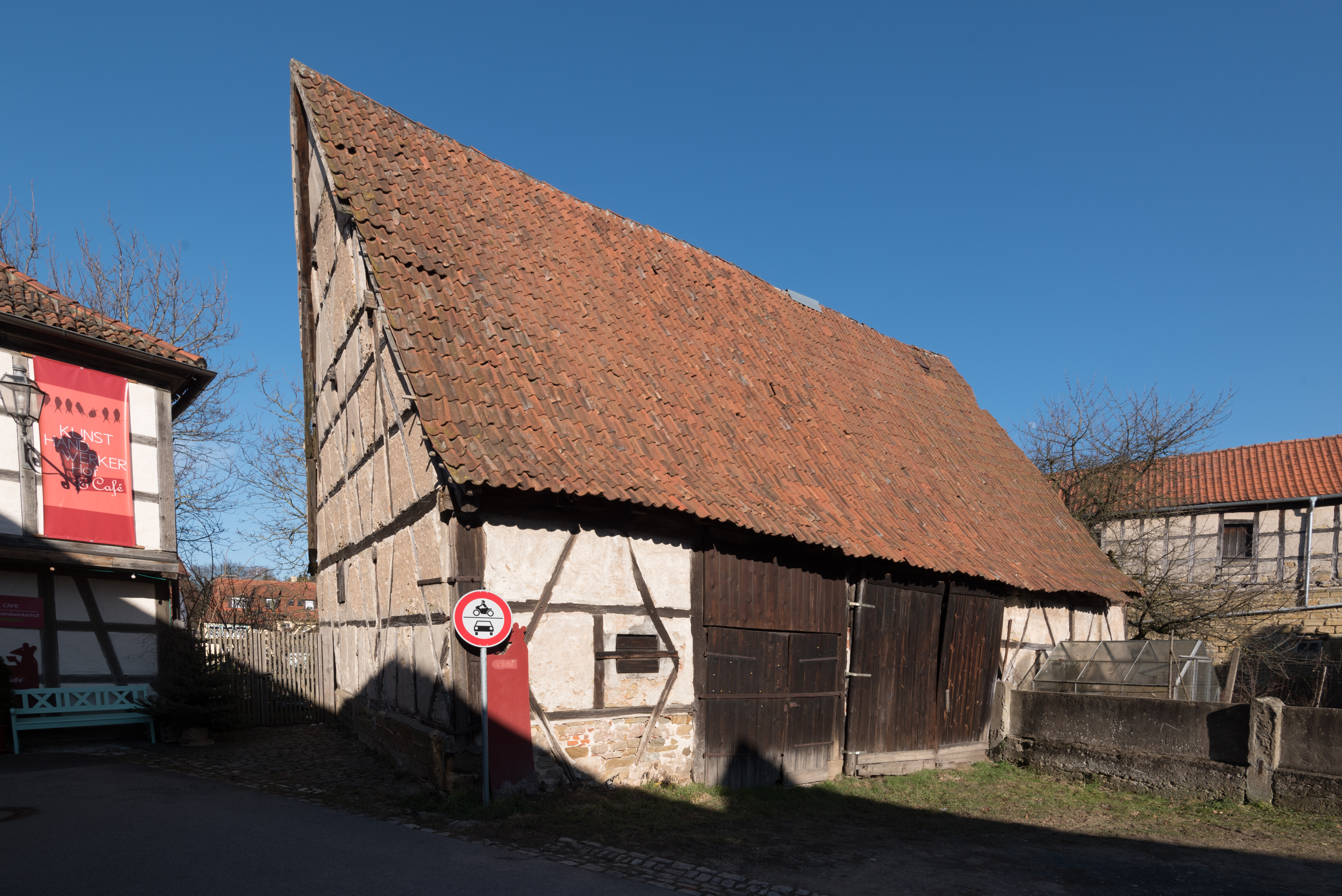
Scheune, 2018

Das Gebäude in der Straße Altes Brauhaus 4 in Königsberg in Bayern ist eine denkmalgeschützte Scheune in Fachwerkbauweise aus dem 16. Jahrhundert.

## Geschichte
Die Scheune, eines der ältesten Bauwerke am Ort, wurde vordem auch als Mühle genutzt. Ein kleiner Bach führt am Gebäude vorbei. Eine Altersbestimmung des verwandten Holzes der Außenwände gibt ein Baujahr um 1580 an.

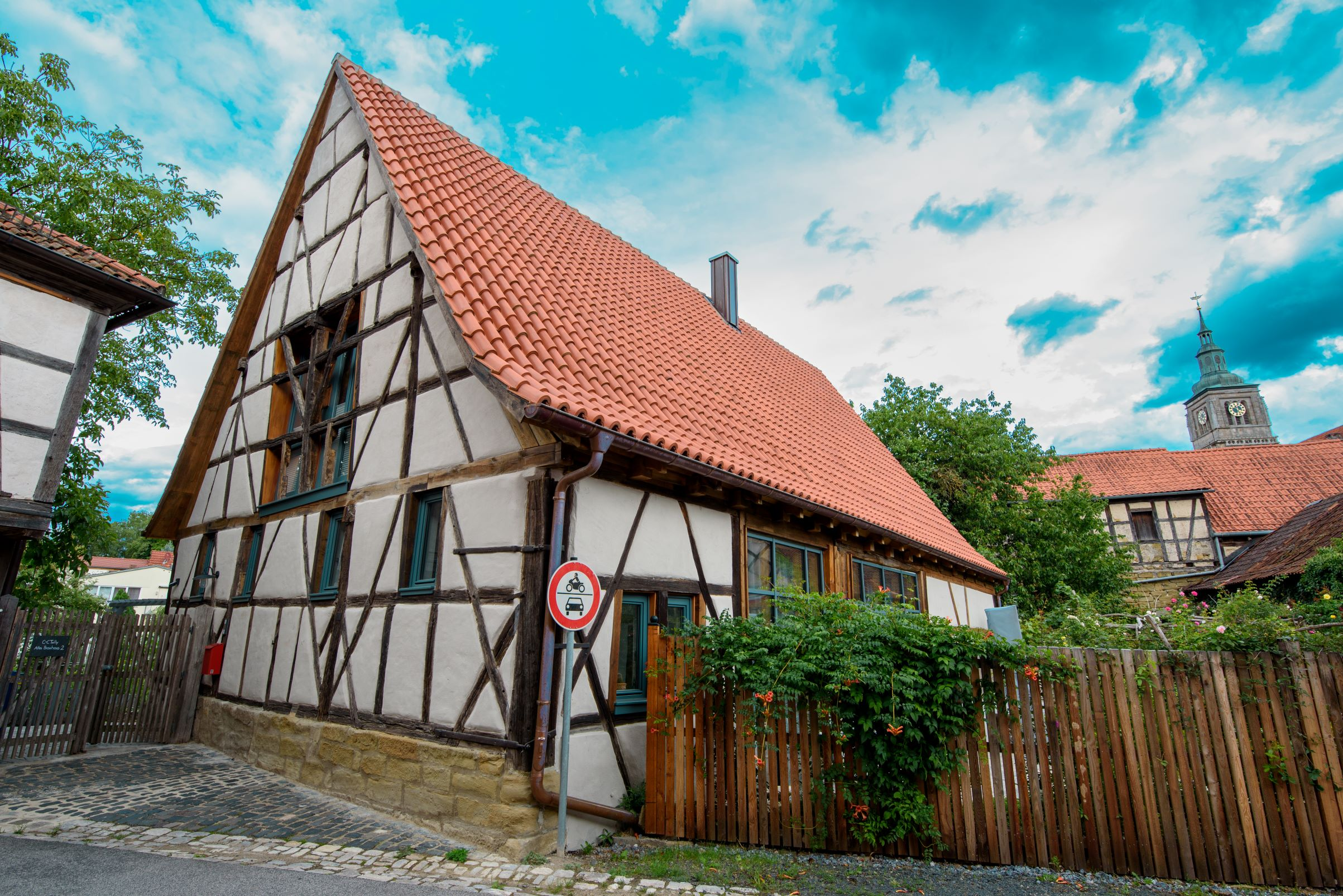
Altes Brauhaus Königsberg nach der Sanierung (Foto C.T.)

Der Bauzustand 2018 zeigte deutlichen Renovierungsbedarf an.
Das Objekt wurde renoviert und einer neuen Nutzung als Wohnhaus mit Atelier zugeführt.